# Kléberson
Kléberson, właśc. José Kléberson Pereira (ur. 19 czerwca 1979 w Uraí, Brazylia) – brazylijski pomocnik, piłkarz reprezentacji Brazylii z którą w 2002 roku zdobył Mistrzostwo Świata.
Kléberson przeszedł do Manchesteru United w sierpniu 2003 roku z Athletico Paranaense i stał się pierwszym Brazylijczykiem w historii klubu z Old Trafford.
8 sierpnia 2005 odszedł z Manchesteru United do tureckiego klubu Beşiktaş JK, a w styczniu 2008 roku podpisał kontrakt z CR Flamengo. W 2011 roku był wypożyczony do Athletico Paranaense. W 2012 roku przeszedł do EC Bahia. W 2013 roku został z niej wypożyczony do Philadelphia Union. W latach 2014–2015 grał w Indy Eleven, a w 2016 trafił do Fort Lauderdale Strikers, gdzie w tym samym roku zakończył karierę.